# Магнер, Тед
Э́двард (Тед) Ма́гнер (англ. Edward "Ted" Magner; ; 9 августа 1888, Ньюкасл-апон-Тайн — 16 июля 1948, Дерби) — английский футболист и футбольный тренер.

## Игровая карьера
Начинал футбольную карьеру в командах «Стэнтон Селтик» и «Вест-Хартлпул Экспансион», был центральным нападающим. В сезоне 1908/09 играл в Футбольной лиги Уэрсайда за «Вест-Хартлпул Экспансион». В мае 1909 года перешёл в клуб «Гейнсборо Тринити», выступавший во втором дивизионе Футбольной лиги. В чемпионате дебютировал 1 сентября 1909 года в матче против «Дерби Каунти».
В мае 1910 года подписал контракт с «Эвертоном». В первой половине сезона выступал только за резервную команду в Комбинации Ланкашира, отличившись шестью забитыми  голами. За основной состав дебютировал 7 января 1911 года в матче чемпионата с «Престон Норт Энд» и забил свой первый гол. В следующем матче 14 января отметился голом в кубковой игре с «Кристал Пэлас». В том сезоне Магнер провёл 6 игр и забил два гола в чемпионате, а также сыграл в трёх кубковых матчах. В сезоне 1911/12 играл за резерв «Эвертона» в Центральной лиге и забил 4 гола.
В январе 1912 года перебрался в шотландский «Сент-Миррен». В новой команде дебютировал 27 января 1912 года в первом раунде Кубка Шотландии против «Абердина» и сделал дубль, матч закончился вничью 3:3, а уже в переигровке «Сент-Миррен» проиграл 4:0. Первую игру в чемпионате провёл 17 февраля против «Эйрдрионианса», а в следующем туре забил свой первый гол в чемпионате в ворота «Рэйт Роверс». В дебютном сезоне провёл 8 матчей и забил 3 гола в чемпионате; в конце апреля  «Сент-Миррен» переподписал с ним контракт. За «святых» Магнер отыграл ещё два сезона, а в июне 1914 года перешёл в английский «Саут Ливерпуль.
После Первой мировой войны выступал за ирландский «Шелбурн». В июле 1920 года перешёл в английский «Монкс Халл», выступавший в Лиге графства Чешир.

## Тренерская карьера

### Работа в Нидерландах
В октябре 1921 года стал тренером нидерландского клуба «Хераклес» из Алмело. В сезоне 1921/22 команда впервые играла в первом классе чемпионата Нидерландов и заняла третье место в восточной группе, а в следующем сезоне финишировала уже на втором месте. В октябре 1923 года Магнер вернулся в Англию по семейным обстоятельствам, а тренером «Хераклеса» вновь стал англичанин Хорас Колклаф.
В январе 1924 года стал тренером в клубе «Стормвогелс» из Эймёйдена, заменив Джека Бертона. В том сезоне «Стормвогелс» стал победителем западной группы чемпионата, а в чемпионском турнире занял второе место, уступив титул чемпиона страны «Фейеноорду». В дальнейшем услугами тренера воспользовались и другие команды: ХФК, «Алкмария Виктрикс», «Гермес-ДВС», «’т Гой» и ВУК. В июне 1925 года «Алкмария» и «Стормвогелс» провели благотворительный матч для своего тренера в Алкмаре, который завершился победой гостей.
В марте 1928 года Магнер начал вести переговоры с «Витессом» и даже успел провести тренировку в Арнеме. В интервью местной газете он отметил, что система его тренировок состоит в основном в обучении контролю мяча и развитии энтузиазма. Параллельно тренер контактировал с клубом «Гермес-ДВС», в котором ранее проводил обучение игроков на протяжении трёх летних периодов, и в итоге отказал «Витессу», подписав с командой из Схидама двухлетний контракт. Поскольку финансовые расходы на тренера были высокими, то руководство клуба создало специальный тренерский фонд, в который можно было внести денежные пожертвования. Уже 1 мая Магнер приступил к работе, а 17 мая его команда одержала победу в стыковом матче над «Спартаном» и вернулась в первый класс. Под его руководством за два сезона клуб не добился серьёзных успехов — лучшим показателем команды стало 4-е место в западной группе чемпионата в сезоне 1929/30.
В апреле 1930 года было объявлено, что Магнер станет тренером амстердамского «Блау-Вита». В сезоне 1930/31 команда выступила неудачно, заняв в чемпионате предпоследнее место. Тем не менее, Магнер остался в клубе и получил поддержку от тренерского комитета. В мае 1932 года он возобновил сотрудничество со «Стормвогелсом», а летом проводил учебные курсы в Амстердаме. Летом 1933 года начал работать с двумя командами из Зандама — ЗФК и ЗВВ.

### «Олимпик Лилль» и «Мец»
В 1935 году Магнер покинул Нидерланды и отправился во Францию, где стал главным тренером профессионального клуба «Олимпик Лилль». Несколько лет назад он был нанят на несколько тренировок президентом клуба Анри Жорисом, но тогда тренер был связан долгосрочными обязательствами с нидерландским клубом.
В первом сезоне под его руководством «Олимпик Лилль» занял второе место в чемпионате Франции и дошёл до четвертьфинала кубка, где проиграл в переигровки будущему обладателю кубка парижскому «Расингу». В сезоне 1936/37 клуб занял 5-е место в чемпионате. В сентябре 1937 года тренер попросил расторгнуть контракт по семейным обстоятельствам, так как его жена не смогла акклиматизироваться на севере Франции.
В начале сезона 1937/38 возглавил клуб «Мец», где проработал один сезон, по итогам которого команда заняла 11-е место в чемпионате Франции и впервые в истории вышла в финал кубка. Финальный матч против марсельского «Олимпика» состоялся 8 мая 1938 года на стадионе «Парк де Пренс» и завершился поражением «мессинцев» со счётом 2:1. В конце мая Магнер объявил, что вынужден вернуться в Англию по личным причинам.

### Дальнейшая карьера
В сентябре 1938 года был назначен тренером любительского клуба «Коринтиан» из Лондона; аналогичную должность он получил также в клубе «Кэжуалз» из Истмийской лиги. В розыгрыше Кубка Англии «Коринтиан» выбыл уже на стадии первого раунда, проиграв 30 ноября клубу «Саутенд Юнайтед» со счётом 3:0.
В декабре 1938 года был нанят клубом «Хаддерсфилд Таун», главным тренером которого был Клем Стивенсон.
Летом 1939 года по приглашению Футбольного союза Дании на несколько матчей возглавил сборную Дании. В рамках турнира посвящённого 50-летию Датской футбольной ассоциации датчане в июне сыграли против сборных Финляндии и Норвегии, а затем провели товарищеский матч с Германией.
С июня 1942 по сентябрь 1943 года занимал должность главного тренера «Хаддерсфилд Тауна». В феврале 1944 года был назначен главным тренером «Дерби Каунти», приступив к своим обязанностям с 1 марта. В январе 1946 года покинул клуб в связи с истечением контракта.
В 1946 году вернулся во французский «Мец». В ноябре он был вынужден отправиться на лечение в Англию, поэтому временно его заменял Николя Хибст.
В мае 1947 года руководил любительской сборной Англии в товарищеских матчах со сборной Нидерландов, Люксембурга и Франции. Во время пребывания во Франции он заявил, что ведёт предварительные переговоры с марсельским «Олимпиком».

## Личная жизнь
Был женат дважды, его первой супругой была Констанс Мэриан Гуд, уроженка города Хартлпул. В браке они прожили 31 год, а в октябре 1943 года Констанс умерла в возрасте 49 лет.
В декабре 1944 года в Хаддерсфилде женился на Флоренс Конвей.
Умер 16 июля 1948 года в своём доме в городе Дерби в возрасте 59 лет. Похоронен на кладбище Нормантон в одноимённом пригороде Дерби.